# Metropolitan Tower (Chicago)
Pour le gratte-ciel de New York, voir Metropolitan Tower.
La Metropolitan Tower est un gratte-ciel situé au 310 South Michigan Avenue dans le quartier historique de Historic Michigan Boulevard District, dans le secteur du Loop à Chicago (États-Unis). La Metropolitan Tower atteint 144 m de haut.

## Description
La Metropolitan Tower qui abritait autrefois exclusivement des bureaux a été transformée en immeuble résidentiel comprenant 242 appartements. Le bâtiment appartient à la firme Metropolitan Properties, dont le siège se trouve à Chicago. Les résidences varient en taille de 1 200 pieds carrés (110 m2) à 4 000 pieds carrés (370 m2). Les appartements les plus luxueux disposent d'une vue sur la ville à 360 degrés avec ascenseurs privés. Les prix varient de 300 000 dollars pour un appartement de 70,8 m2 à 1,3 million de dollars pour 179,5 m2. La Metropolitan Tower comprend également des bureaux de la Chase Bank.
Conçue par la firme d'architecte Graham, Anderson, Probst & White, la Metropolitan Tower a été nommée Straus Building lorsqu'elle fut achevée en 1924. Bien qu'elle fût le premier bâtiment de Chicago à compter plus de 30 étages, elle n'a jamais été désignée officiellement comme étant le plus haut bâtiment de la ville. Comprenant moins de sept étages à son achèvement, le Chicago Temple Building, également construit en 1924 et plus haut de 92 pieds (28 m) était désigné comme étant le plus haut édifice de la ville. Le Straus Building et le Chicago Temple Building ont été les premiers bâtiments de la ville à bénéficier de l'ordonnance de zonage de 1923 ; avant cette date, aucun bâtiment à Chicago ne pouvait dépasser les 79 m de haut.
La Metropolitan Tower fut un temps appelée le National Building Continental Insurance Company (plus tard Continental Center I). De 1980 à 2004, elle fut appelée Britannica Building lorsque cette société était le principal locataire de l'immeuble.